# Ministère du Porte-parole du gouvernement
Le ministère du porte-parole du gouvernement (en espagnol : Ministerio del Portavoz del Gobierno) est le département ministériel responsable des relations entre le gouvernement et la presse et de la communication gouvernementale en Espagne entre 1988 et 1993.

## Missions

### Fonctions
Le ministère s'était vu confier quatre missions fondamentales. Il était chargé de l'élaboration et de la diffusion des communiqués du gouvernement, et du président du gouvernement, du passage en revue des activités du conseil des ministres et de la présidence du gouvernement, de coordonner les services d'informations de l'administration centrale, en Espagne et à l'étranger, et des relations normales avec les médias, nationaux et/ou étrangers.

### Organisation
Le ministère s'organisait de la façon suivante : 
- Ministre porte-parole du gouvernement (Ministra Portavoz del Gobierno) ; 
  - Sous-secrétariat du porte-parole du gouvernement (Subsecretaría del Portavoz del Gobierno) ; 
    - Direction générale des Relations informatives ;
    - Direction générale de la Coopération informative ;
    - Direction générale technique et des services.

## Histoire
C'est en 1982 qu'est créée la fonction de porte-parole du gouvernement (Portavoz del Gobierno), alors confiée à un secrétaire d'État de la présidence du gouvernement (Presidencia del Gobierno). Il faut attendre six ans pour que le ministère du porte-parole soit créé, lors d'un remaniement ministériel, opéré en 1988. Le ministère est maintenu pendant cinq ans, étant dissout en 1993, avec la formation du gouvernement González IV.

## Titulaires
| Nom | Nom        | Dates      | Dates      | Parti | Gouvernement(s)    |
| --- | ---------- | ---------- | ---------- | ----- | ------------------ |
|     | Rosa Conde | 12.07.1988 | 06.06.1993 | PSOE  | González II et III |